# Liste der Monuments historiques in Avrainville (Essonne)
Die Liste der Monuments historiques in Avrainville (Essonne) führt die Monuments historiques in der französischen Gemeinde Avrainville auf.

## Liste der Bauwerke
| Bezeichnung      | Beschreibung                  | Standort | Kennzeichnung | Schutzstatus | Datum | Bild           |
| ---------------- | ----------------------------- | -------- | ------------- | ------------ | ----- | -------------- |
| Kirche Ste-Marie | Erbaut ab dem 11. Jahrhundert | (Lage)   | PA00087810    | Inscrit      | 1983  | weitere Bilder |

## Liste der Objekte
| Bezeichnung                                               | Beschreibung    | Standort                       | Kennzeichnung | Schutzstatus | Datum | Bild |
| --------------------------------------------------------- | --------------- | ------------------------------ | ------------- | ------------ | ----- | ---- |
| Ölgemälde mit Rahmen: Der heilige Hieronymus in der Wüste | 18. Jahrhundert | in der Kirche Ste-Marie (Lage) | PM91002827    | Inscrit      | 2010  |      |
| Grabplatte für Marguerite de La Rue                       | Stein, 1661     | in der Kirche Ste-Marie (Lage) | PM91002826    | Inscrit      | 2010  |      |